# Altesses sérénissimes

Altesses sérénissimes est le titre générique d'une collection d'essais par Robert de Montesquiou parue en 1907. Elle est dédiée à Maurice Barrès.

## Chapitres
1. Le Lapidaire et le Refuge des dieux (Gustave Moreau)
2. L'Enchanteur (Albert Besnard)
3. Le Séducteur (Giovanni Boldini)
4. Le Pavé rouge (John Singer Sargent)
5. L'Animateur (Auguste Rodin)
6. Lettré ouverte au prince Troubetzkoy (Paul Troubetzkoy)
7. Variations sur la boîte de Pandore
8. Le Jubilé d'Olympio
9. Le Charme du Vendredi-Saint
10. Le Huitième Sage et le Onzième Juste (Louis Ménard)
11. De Verlana (Paul Verlaine)
12. Bleu du ciel avant les pleurs (gravure en couleurs)
13. Appartements verts (Versailles)
14. L'Air de jouvence (Engadine)
15. Encycliques mondaines
16. Trois Voix

## Référence
- Le Mort remontant- Robert Montesquiou-Fézensac (comte de), Émile-Paul frères, 1922, 136 pages